# داگدا

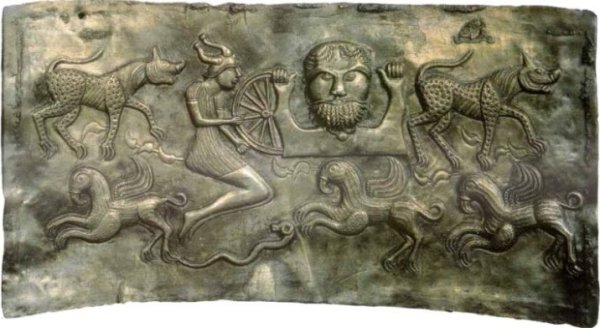
گوندستروپ

ایزد رئیس و خدای خدایان در پانتئون (ایزدستان) ایزدان دین پیشامسیحیت ایرلند که به توآتا دی دانان معروف می‌باشد. او برترین صنعتگران و جادوگران در اساطیر ایرلندی می‌باشد. داگدا دیگی جادویی دارد که می‌تواند همه مردم جهان را سیر کند. او با نواختن چنگ فصل‌ها را به ترتیب فرا می‌خواند. صفات داگدا مشابه ایزد سوکلوس (سوسلوس) در بین سلت‌های قاره‌ای (گالیا) می‌باشد.